# Wattenberg
Wattenberg is een gemeente in het district Innsbruck Land van de Oostenrijkse deelstaat Tirol.
- Inwoneraantal: 701 (2003)
- Oppervlakte: 67,71 km²
- Ligging: 1050 m boven zeeniveau

Wattenberg ligt in het Tiroler Laagland, in het Unterinntal, ongeveer twintig kilometer ten oosten van Innsbruck. Het ligt ten zuiden van de Inn, op de oostelijke helling van het Wattental. Het bestaat uit de kernen Keilfeld en Birchach. De gemeente is gericht op het toerisme, met 6800 overnachtingen in 2003.

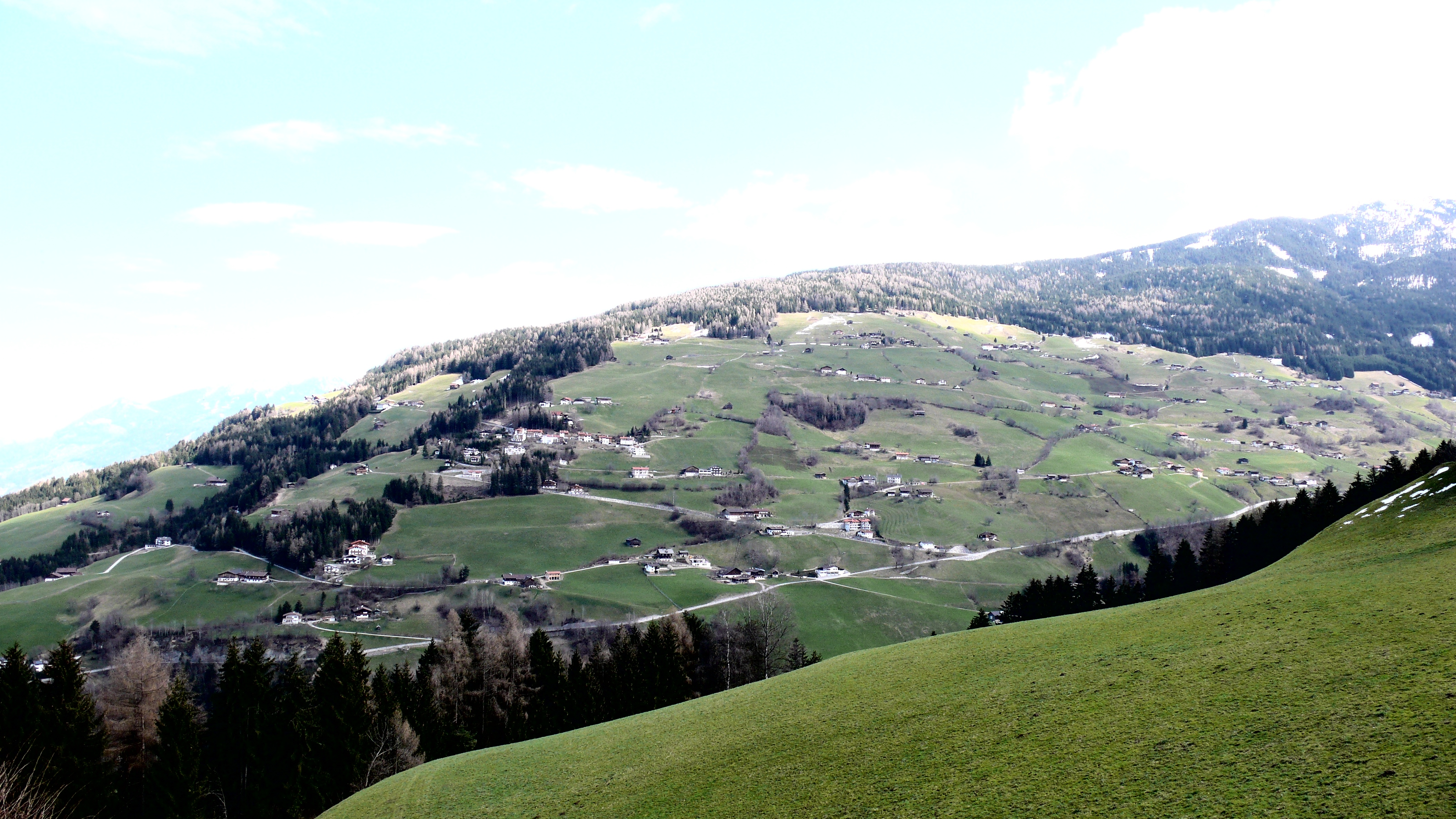
Blik op Wattenberg

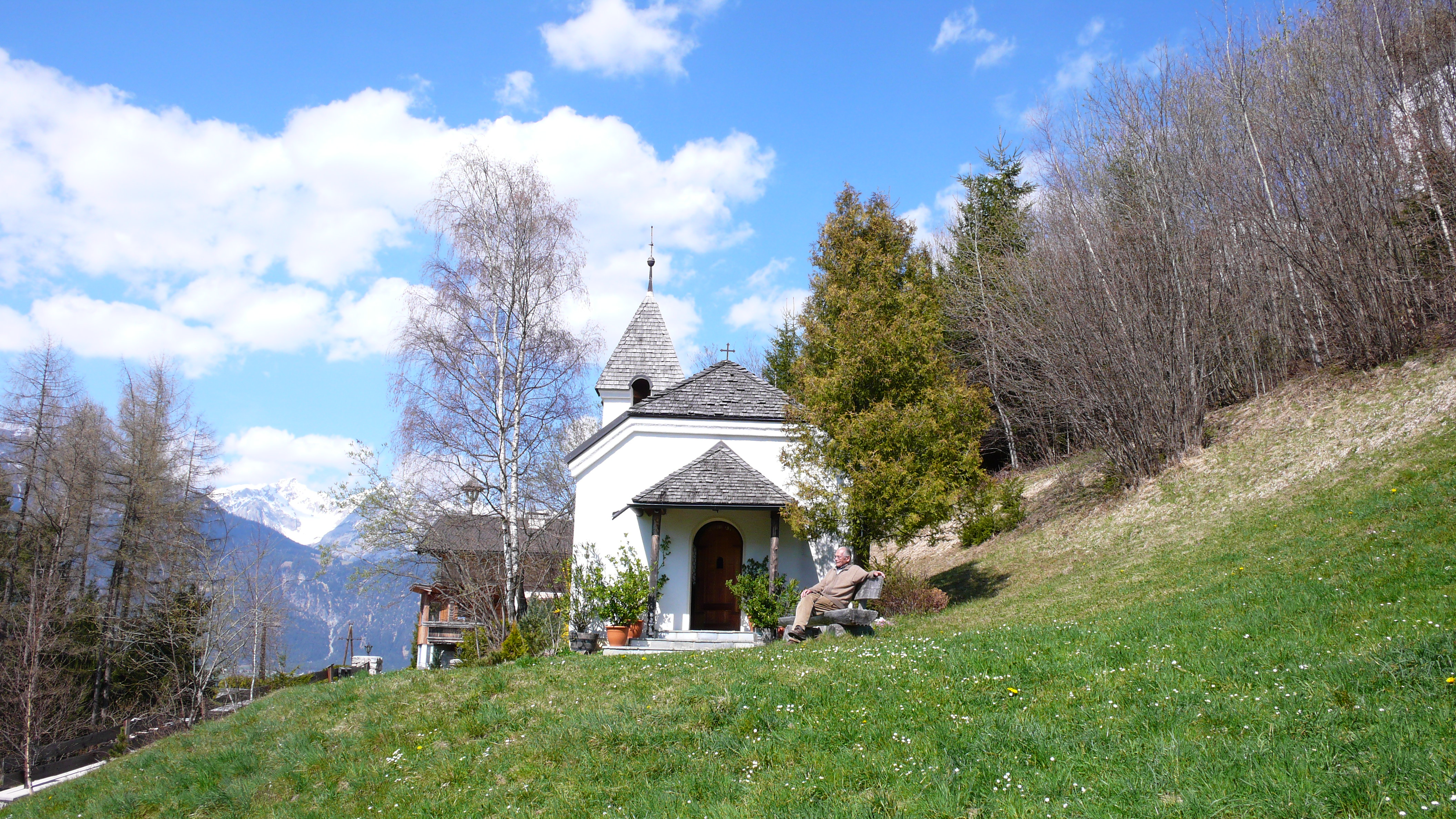
De Schmiederer Kapelle bij Wattenberg